# Boscia coriacea
Boscia coriacea là một loài thực vật có hoa trong họ Capparaceae. Loài này được Graells mô tả khoa học đầu tiên năm 1892.